# Maďarská revoluce 1848–1849
Maďarská revoluce a boj za svobodu a nezávislost 1848–1849 je jednou z největších evropských revolucí roku 1848 a je úzce spojena s revolucí v Českých zemích. Ovšem na rozdíl od ostatních zemí Rakouského císařství v Uhersku přerostla tato revoluce ve válku za nezávislost.

## Maďarské reformní hnutí 19. století
Uhersko bylo stejně jako České země součástí Habsburské monarchie, respektive Rakouského císařství. Uherské království, které vždy patřilo k významným zemím střední Evropy, bylo počátkem 19. století zemí značně zaostalou, topící se v hospodářské krizi a lidé v ní nesvobodní, nemající žádná občanská a politická práva.
Velká francouzská revoluce ovlivnila maďarské obrozence touhou změnit tento systém, odtrhnout se od Rakouského císařství a vyhlásit samostatnou Uherskou republiku. Během 30. let bylo reformní hnutí zaměřeno především na reformu hospodářského života, jak ji představovaly návrhy hraběte Istvána Széchenyiho.
Svým politickým rozhledem tehdy Széchenyi vysoce převyšoval své současníky. Na sněmu v Bratislavě v letech 1832–1836 zazněly již v duchu idejí Istvána Széchenyiho požadavky na výkup z dědičného poddanství, stejná majetková práva a rovnost před zákonem. Rakouský kancléř Metternich spatřoval v mnoha sněmovních vystoupeních nástup revolučních snah, které chtěl odstrašujícím způsobem potlačit. Do vojenského vězení byli v květnu 1836 dopraveni László Lovassy a další představitelé sněmovní mládeže. Za vinu se jim kladly buřičské projevy proti habsburskému absolutismu, podpora polských revolucionářů atd. Za obviněné se tehdy postavil mladý advokát, dnes národní hrdina, Lajos Kossuth. V květnu 1837 byl však zatčen a na svobodu se dostal až roku 1840.

## Revoluce 1848–1849
Dne 11. března 1848 bylo vypracováno formou petice Uherského sněmu 12 hlavních revolučních požadavků maďarského národa:
- svoboda tisku a zrušení cenzury
- vznik odpovědného ministerstva pro Uhry v Pešti
- každoroční zasedání Uherského sněmu v Pešti
- rovnost před zákonem
- zřízení národní gardy
- všeobecné zdanění
- zrušení poddanství
- ustavení soudních porot a lidové zastoupení
- založení národní banky
- přísaha vojáku na uherskou ústavu a zákaz vysílat domácí vojáky do ciziny a cizí do Uher.
- propuštění politických vězňů
- vytvoření personální unie

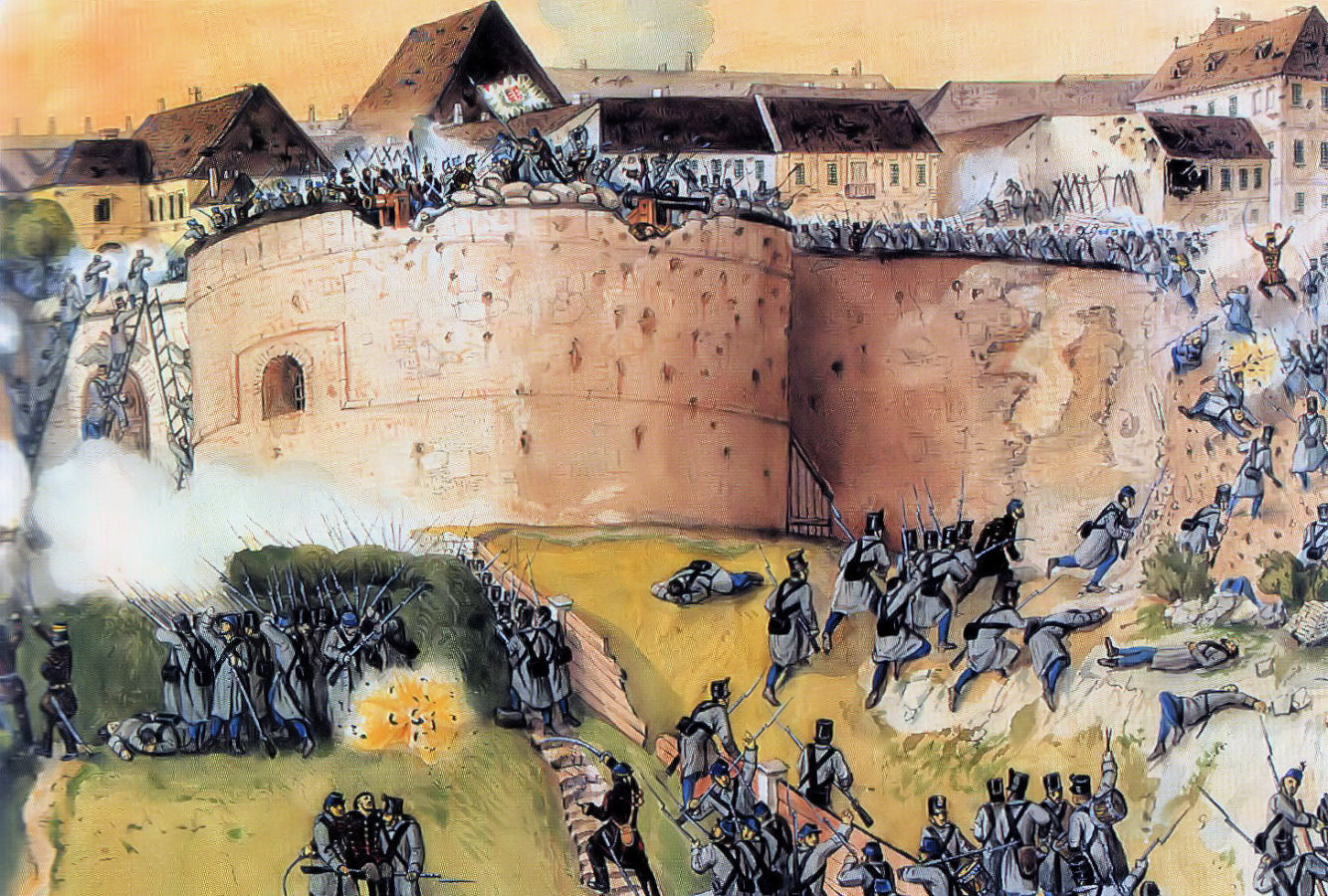
Maďarské vojsko obléhá hrad v Budíně

Těchto 12 bodů podpořilo i vystoupení maďarského obyvatelstva v Pešti dne 15. března, během kterého byla poprvé přednesena Nemzeti dal (Národní píseň) od Sándora Petőfiho. Vídeňská vláda pod tlakem revolučních sil souhlasila se zřízením odpovědného Uherského ministerstva, v jehož čele stál Lajos Batthyány. To byl počátek revoluce, která přerostla do války za nezávislost.
Právní kodifikaci revolučních vymožeností a vyvrcholení prvního vzestupného období Maďarské revoluce přinesly tzv. Dubnové zákony, stvrzující všech výše jmenovaných 12 bodů a dále stvrzení nového právního a správního uspořádání Uherska – tedy byla zrušena Uherská dvorská kancelář a Uherské místodržitelství, což byly nástroje rakouského absolutismu, a dále zrušeno poddanství.
Dalším problémem v Uhrách byla národnostní otázka. Nemaďarské národy nedostaly záruky národních práv, zato většina sněmovních rozhodnutí napomáhala uvést do života teorii o národnostně jednotném Uhersku. Maďarští politici však odmítali, s výjimkou Chorvatů, jakákoli práva ostatních národů podílet se na uherské politice a jejich návrhy označovala jako neslučitelné se zájmy země. Slováci přijali koncepci austroslavismu a s podporou českých vlastenců zorganizovali vojenské dobrovolnické výpravy proti revolučním maďarským košutovským silám, upírajícím nemaďarským národům Uherska veškerá práva na autonomii. Josef Pekař uvádí, že: "Vláda maďarská začala vůdce slovenského odporu (náleželi k nim také Štěpán Daxner a Jan Francisci v Miškovci) stíhat žaláři a rozsudky smrti."
Ústup revoluce v západní Evropě ovlivňoval i osudy Maďarské revoluce. Pod hrozbou ofenzívy Chorvatů a vládních vojsk byl vytvořen výbor národní obrany v čele s Lajosem Kossuthem. Maďarská armáda porazila v bitvě u Pákozdu 29. září 1848 vojska chorvatského bána Josipa Jelačiće. V revoluční armádě bojovali mnozí evropští demokraté a revolucionáři, zejména Poláci. Maďarskou revoluci podpořilo říjnové povstání ve Vídni, které bylo krvavě potlačeno. Na rakouský trůn nastoupil František Josef I. V Uhersku však nebyl nový císař uznán.

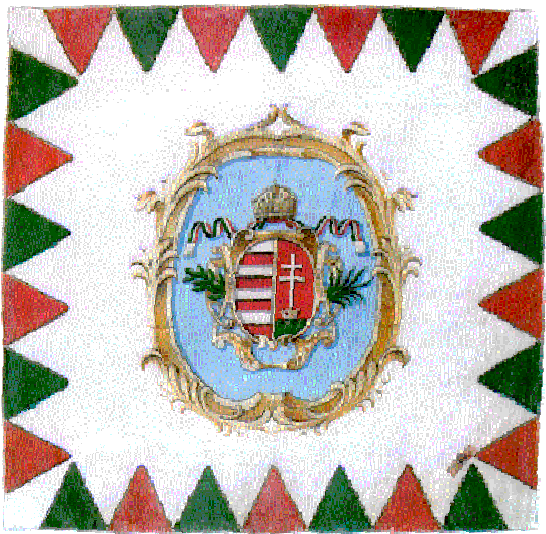
Honvédská vlajka se státním znakem používaná během revoluce

Začátkem ledna 1849 dobyla císařská vojska Pešť a revoluční vláda tudíž přesídlila do Debrecína. Na jaře roku 1849 dosáhla Maďarská revoluce velkých vojenských úspěchů, které jí získaly sympatie celé demokratické Evropy. Vůdce revolučních vojsk Artur Görgey dne 6. dubna 1849 porazil císařskou armádu mezi Gödöllö a Isaszegem. Oddíly generála Béma porazily spojené rakousko-ruské pomocné armády v Sedmihradsku. Revoluční jednotky opět obsadily Budín a Pešť. Sněm, který zasedal 14. dubna 1849 v Debrecínu, zbavil Habsburky trůnu (Detronizace Habsburků) a vyhlásil nezávislost země, republiku však ne, a hlavou států se stal Lajos Kossuth.

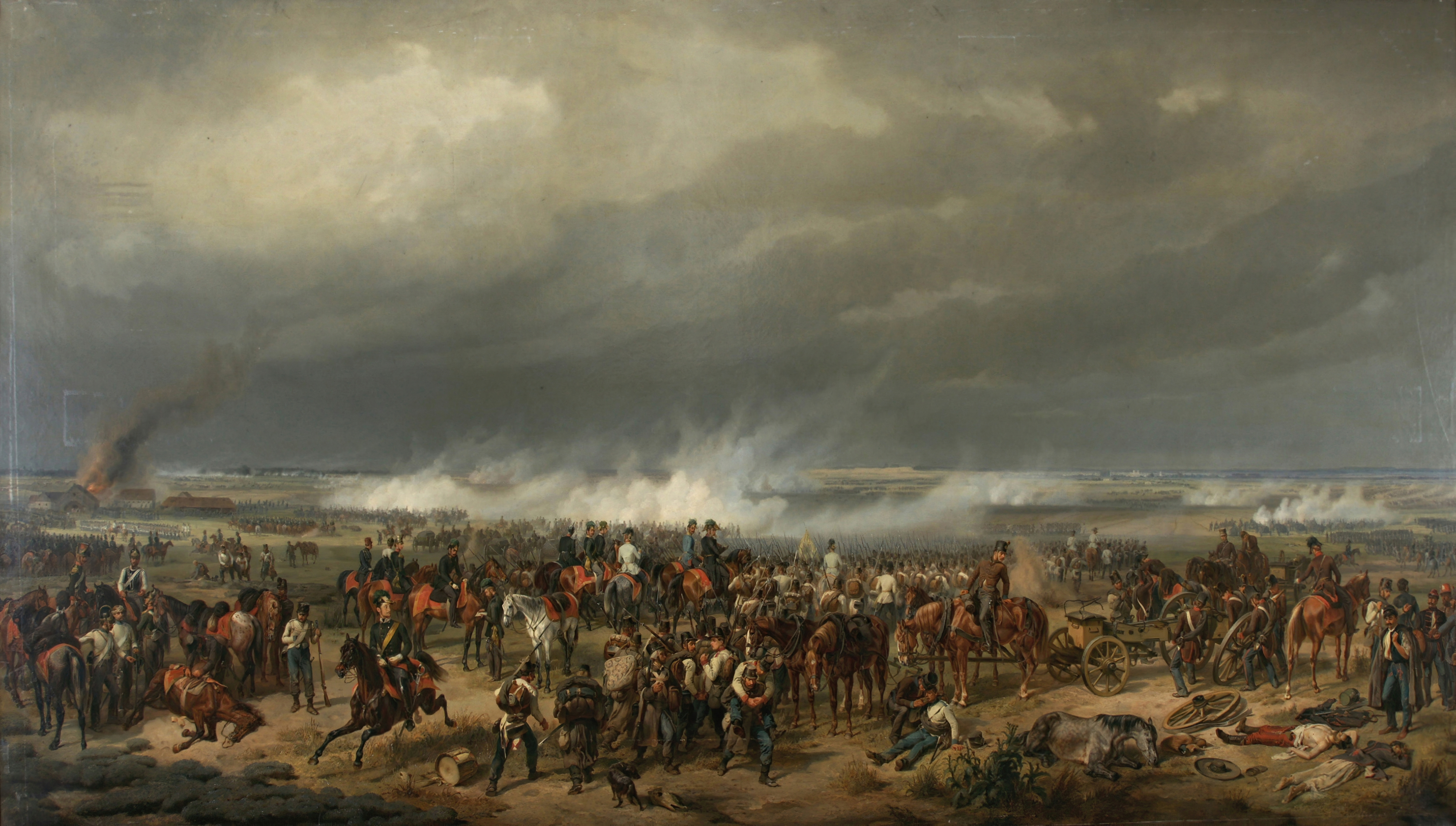
Vítězství rakousko-ruských vojsk v bitvě u Komárna, 11. červenec 1849

Vídeňská vláda musela k potlačení revoluce zavolat na pomoc ruskou carskou armádu. V červnu 1849 vtrhla ruská vojska přes Karpaty do Uher a Sedmihradska. Posledním bojem Maďarské revoluce se stala bitva u města Világos, konaná 13. srpna 1849. Generál Artur Görgey zde se zbytkem svých vojsk kapituloval.
Maďarská revoluce utrpěla porážku. Mnoho vlastenců, jako například básník Sándor Petöfi, v bojích zahynulo. Lajos Kossuth emigroval do zahraničí. Více než tři sta rozsudků smrti vynesly rakouské soudy nad vojenskými a politickými vůdci revoluce. Obětí krvavých represálií se stal také první uherský ministerský předseda Lajos Batthyány. Žaláře Rakouského císařství byly přeplněny maďarskými povstalci.

## Závěr
Mnoho vůdců a účastníků revoluce, jako Lajos Kossuth, István Széchenyi, Sándor Petőfi či Józef Bem, patří k nejrespektovanějším národním hrdinům v maďarských dějinách a výročí počátku revoluce, 15. březen, je maďarským státním svátkem, který je každoročně velkolepě oslavován. V Čechách a na Slovensku jsou s touto revolucí spjaty vzpomínky na vzedmutí se slovenského národa proti maďarské nadvládě a jsou vzpomínána jména Čechů (mj. František Alexandr Zach a Bedřich Bloudek) a Slováků bojujících proti maďarským košútovským vojskům (mj. Samuel Dobroslav Štefanovič, Štefan Marko Daxner a Ján Francisci-Rimavský).